# Karl Friedrich August Kahnis
Karl Friedrich August Kahnis (Greiz, 22 de dezembro de 1814 – Leipzig, 20 de junho de 1888) foi um teólogo neo-luterano alemão.

## Vida
De origem pobre, Kahnis foi educado no ginásio de sua cidade natal, Greiz, e depois de atuar como professor particular por vários anos, começou o estudo de teologia em Halle. Ele foi a princípio um hegeliano fervoroso, mas passou para o luteranismo ortodoxo. A transição pode ser datada da publicação de seu Dr. Ruge und Hegel: Ein Beitrag zur Würdigung Hegelscher Tendenzen (Quedlinburg, 1838).
A convite de Hengstenberg, Kahnis foi em 1840 para Berlim, onde estudou com August Neander, Marheineke, Twesten e outros. Para a Litterarischer Anzeiger für christliche Theologie de August Tholuck, ele contribuiu com uma crítica a David Strauss, que apareceu em forma expandida sob o título Die moderne Wissenschaft des Dr. Strauss und der Glaube unserer Kirche (Berlim, 1842). Em 1842, tornou-se livre docente e depois passou dois anos em estreito relacionamento com Neander, Henrik Steffens e o círculo de românticos que se reunia em torno de Ludwig von Gerlach.
Em 1844 ele foi chamado a Breslau como professor extraordinário para representar o partido ortodoxo em uma faculdade racionalista, mas em seu discurso inaugural De Spiritus Sancti persona ele se afastou da doutrina aceita do trinitarismo, classificando o Filho como subordinado ao Pai, e atribuindo o último lugar para o Espírito Santo, que ele descreveu como o princípio impessoal da vida, unindo os outros dois. Atrapalhado pela falta de harmonia entre ele e seus colegas, ele se dedicou à investigação em teologia, tendo como primeiros resultados seu Lehre vom heiligen Geiste (Halle, 1847).

## Professor em Leipzig
Após a revolução de 1848, na qual Kahnis apoiou o rei e a ordem estabelecida, ele passou a acreditar que a defesa mais segura contra o ateísmo estava na ortodoxia rígida, e gradualmente derivou para uma atitude de oposição à União (a consolidação dos luteranos e Igrejas reformadas na Prússia efetuadas por um decreto real em 1817). Convencido de que a confissão luterana não possuía fundamento lógico nem legal na União, ingressou no antigo partido luterano em novembro de 1848, o que dificultou ainda mais sua atividade acadêmica em Breslau. Em 1850, portanto, ele aceitou uma nomeação para Leipzig, onde sucedeu Gottlieb Christoph Adolf von Harless na cadeira de dogmática, à qual mais tarde uniu a de história da igreja. No ano seguinte, a Universidade de Erlangen concedeu-lhe o grau de DD, e ele reconheceu essa honra com seu livro Lehre vom Abendmahle - "Doutrina da Ceia do Senhor" (Leipzig, 1851), uma formulação do tipo de luteranismo ensinado em Erlangen. Ele teria aceitado um chamado para Erlangen em 1856 se as autoridades não tivessem prometido preencher a primeira vaga na faculdade por um teólogo de acordo com seus próprios pontos de vista. No mesmo ano, Christoph Ernst Luthardt foi chamado de Marburg, e ele e Kahnis, junto com Franz Delitzsch, que veio de Erlangen para Leipsic em 1867, constituíram um triunvirato em teologia.
Além de suas funções acadêmicas, Kahnis de 1851 a 1857 foi membro do conselho de missões, de 1853 a 1857 editou o livro Sächsische Kirchen- und Schulblatt (Igreja Saxônica e Gazeta Escolar) e de 1866 a 1875 foi um dos editores do Zeitschrift für historische Theologie de Niedner (Jornal de teologia histórica de Niedner). Em Leipzig, em 1854, ele publicou a obra Der innere Gang des deutschen Protestantismus seit Mitte des vorigen Jahrhunderts (O curso interno do protestantismo alemão desde meados do século passado), ampliado na segunda edição (1860) para incluir o período da Reforma.
Nos mesmos anos assistiu-se a uma polémica literária com Karl Immanuel Nitzsch sobre a questão da União e do latitudinarismo confessional, polémica em que Kahnis procurou demonstrar a falta de unidade doutrinal prevalecente entre os apoiantes do movimento.

## Vistas e trabalhos posteriores
Em 1860, Kahnis tornou-se cônego da Catedral de Meissen e em 1864-65 foi reitor da Universidade de Leipzig. Antes dessa época, no entanto, suas visões religiosas haviam sofrido uma mudança que encontrou expressão em sua obra Lutherische Dogmatik (Dogmática Luterana, 3 volumes, Leipzig, 1861-68). O caráter da obra foi prenunciado na segunda edição de Der Innere Gang (Curso Interno), que revelou uma aproximação com o racionalismo, o abandono de sua antiga crença na inspiração, uma prontidão para admitir a necessidade de progresso na doutrina e uma insistência na importância de reconhecendo os fatos da natureza humana e da moralidade natural. As cinco divisões do Dogmatik (Dogmática) lidam com a história da dogmática luterana, religião, revelação, credo e sistema. O problema que Kahnis se propôs foi a derivação das doutrinas da Igreja Luterana do princípio básico da justificação pela fé, e a prova de sua veracidade pela única autoridade das Escrituras. Ele encontrou a natureza do cristianismo na comunidade de salvação entre o homem e Deus por meio de Cristo no Espírito Santo, buscando sua prova na história, na filosofia e nos fatos comuns da vida. Não foi o sistema que ele propôs que despertou oposição, mas a atitude assumida por ele para com os maiores críticos do Novo Testamento, sua prontidão para adotar o máximo de suas teorias e sua conseqüente modificação da doutrina da inspiração, bem como sua discordar do dogma da Igreja a respeito da Trindade e da Ceia do Senhor (Eucaristia).
Hengstenberg (Jornal da igreja protestante, 1862), com August Wilhelm Dieckhoff e Franz Delitzsch (Für und mais amplo Kahnis, 1863), era proeminente entre aqueles que agora acusavam Kahnis de apostasia, e Kahnis respondeu a Hengstenberg em um panfleto, Zeitenugniss für die Grundwahrheit gegen Dr. Hengstenberg (1862). Em 1884, ele publicou o segundo volume de seu Dogmatik, traçando a história do desenvolvimento do dogma em conexão com a história da Igreja, para provar às doutrinas luteranas dos dias atuais o resultado lógico desse desenvolvimento duplo. O terceiro volume, Das System, que apareceu em 1868, repetia o assunto contido nos dois primeiros volumes e contradizia o princípio básico de investigação estabelecido na primeira parte. Em 1871, ele publicou em Leipsic uma condensação da parte histórica da obra sob o título Christentum und Luthertum.
Após a conclusão de seu Dogmatik, Kahnis se dedicou aos estudos históricos. A este período pertencem sua Reforma Alemã (Leipzig, 1872) e seu Gang der Kirche em Lebensbildern (1887). Ele morreu em Leipzig.